# Jamnik, Kranj
Jamnik je naselje v Mestni občini Kranj. Leži na vzhodnem pobočju planote Jelovica. Prvi prebivalci so se na območje Jamnika naselili v času razvoja železarstva. Ukvarjali so se z živinorejo in poljedelstvom, v jamah Jelovice so kopali železno rudo (štiri kilometre severno se nahaja Kropa, znano slovensko železarsko središče). Od tod izhaja ime naselja. Leta 1944 so Nemci vas požgali, večino hiš so vaščani še med vojno obnovili. Jamnik je morda najbolj znan po cerkvi sv. Primoža in Felicijana, ki stoji na travnatem grebenu pod vasjo in je dobra razgledna točka po severnem delu Ljubljanske kotline. Cerkev je ponoči osvetljena in jo je moč videti iz številnih gorenjskih krajev. Zaradi dobre strateške in razgledne razmestitve pobočij so bili v času turških vpadov na teh mestih prižgani signalni kresovi, ki so opozarjanje prebivalcev doline na bližajočo se nevarnost. Sredi vasi se sicer nahaja tudi kapelica zaprtega tipa, ki ima na oltarju lesena kipa svetnikov Felicijana in Primoža. V drugi polovici 19. stoletja je bila zunaj in znotraj poslikana s freskami, ki upodabljajo več svetnikov. Ob cesti blizu vasi je spomenik slovenskemu narodnemu heroju Lojzetu Kebetu-Štefanu, ki je bil 20. oktobra leta 1942 ob napadu na Jamnik smrtno ranjen.